# 東播磨南北道路
東播磨南北道路（ひがしはりまなんぼくどうろ）は、兵庫県加古川市の加古川中央JCTから同県小野市に至る計画の地域高規格道路（自動車専用道路）である。略称は東播磨道（ひがしはりまどう）。

## 概要

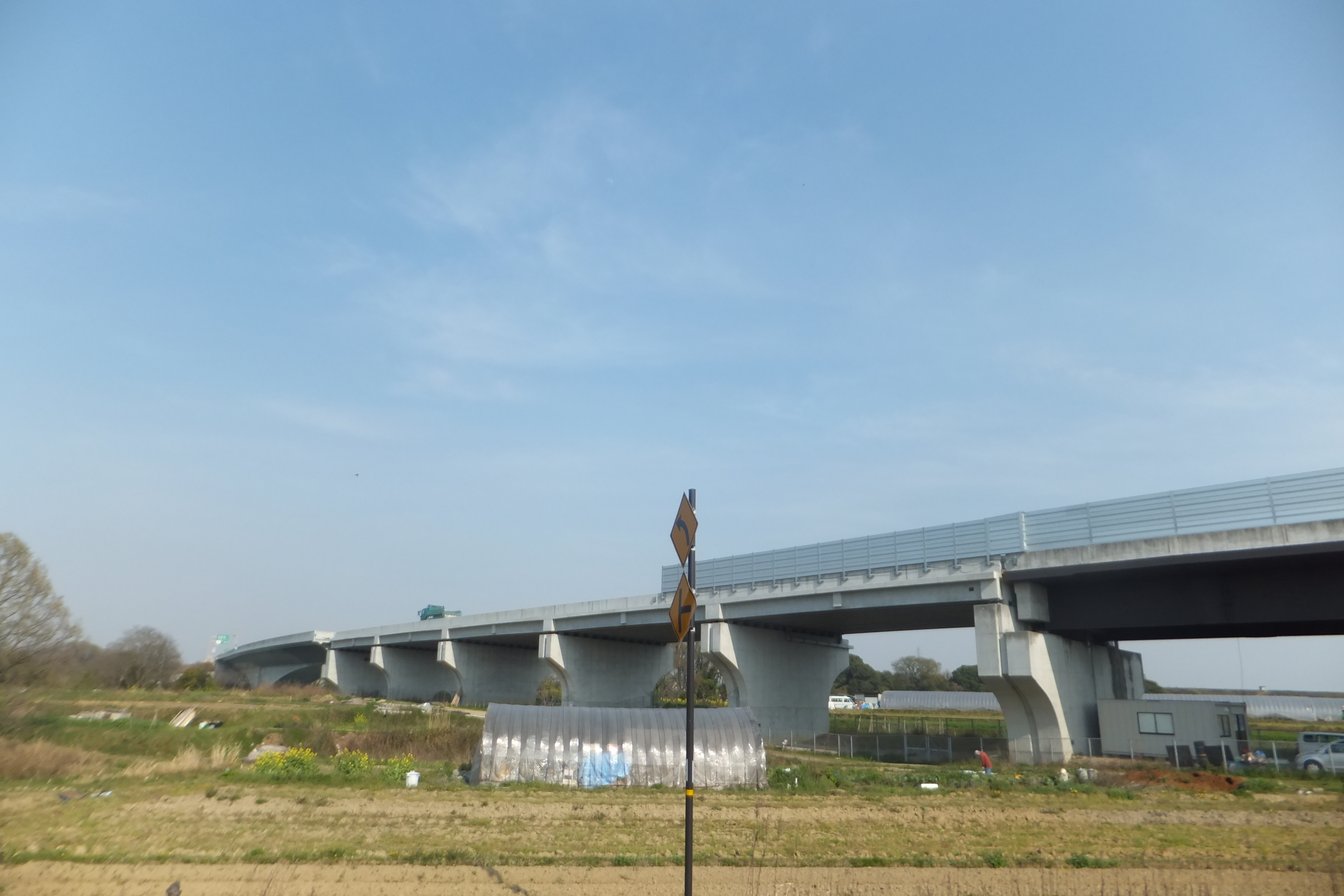
八幡稲美ランプ付近（2014年4月）

東播磨地域と北播磨地域の交流促進と、南北交通の慢性的な渋滞を解消することを主たる目的として整備が進められている。自動車専用部の一部区間（加古川市野口町坂元–加古川市神野町福留）では、市道加古川中部幹線として側道が整備されている。途中山陽自動車道と交差するがジャンクションは設置せず、終点の小野ランプと三木小野ICの間で国道175号を経由して接続する。

## 路線データ
- 起点：兵庫県加古川市野口町坂元（国道2号加古川バイパス）[4]
- 終点：兵庫県小野市池尻町（国道175号）[4]
- 総延長：12.1 km[2]
- 全線都市計画決定済
- 道路規格：第1種第3級（自動車専用道路）[1][2]
- 車線数
  - 4車線（暫定2車線）（加古川中央JCT – 八幡三木ランプ）[1][2]
  - 2車線（八幡三木ランプ – 小野ランプ）[2]
- 設計速度・制限速度 : 80 km/h

### 所管警察
兵庫県警察高速道路交通警察隊垂水分駐隊が管轄している。
2015年時点では名谷分駐隊が管轄していた。

## 出入口など
開通済みの区間について出入口番号欄の背景色を■で示した。供用開始されていない施設は背景色を■とした。
全線兵庫県に所在する。
| 番号                     | 施設                         | 接続路線                                         | 起点から (km) | 備考                                                                           | 所在地                                                                                       |
| ------------------------ | ---------------------------- | ------------------------------------------------ | ------------- | ------------------------------------------------------------------------------ | -------------------------------------------------------------------------------------------- |
| 兵庫県道18号加古川小野線 |                              |                                                  |               |                                                                                |                                                                                              |
| 1                        | 加古川中央JCT                | 国道2号加古川バイパス                            | 0.0           | 小野方面出入口のみ 変形Tボーン型                                               | 加古川市野口町坂元 北緯34度45分43.8秒 東経134度51分15.3秒 / 北緯34.762167度 東経134.854250度 |
| 2                        | 神野ランプ                   | 兵庫県道383号八幡別府線 加古川市道加古川中部幹線 | 2.0           | 小野方面出入口のみ                                                             | 加古川市神野町石守                                                                           |
| 3                        | 県立加古川医療センターランプ | 加古川市道西之山加古線                           | 3.1           | ダイヤモンド型                                                                 | 加古川市神野町神野                                                                           |
| 4                        | 八幡稲美ランプ               | 兵庫県道65号神戸加古川姫路線                     | 5.2           | Tボーン型                                                                      | 加古川市八幡町上西条                                                                         |
| 5                        | 八幡三木ランプ               | 兵庫県道84号宗佐土山線                           | 7.7           | 加古川方面出入口のみ （仮称）八幡北ランプ                                      | 加古川市八幡町宗佐                                                                           |
| -                        | 小野南ランプ                 | 小野市道4220号                                   | -             | 加古川方面出入口のみ 2025年開通予定 （仮称）樫山ランプ                         | 小野市樫山町                                                                                 |
| -                        | 小野ランプ                   | 国道175号小野バイパス                            | 12.1          | 加古川方面出入口のみ 変形トランペット型 2025年開通予定 （仮称）国道175号ランプ | 小野市池尻町 北緯34度49分32秒 東経134度57分00秒 / 北緯34.82557度 東経134.95006度             |
| 東播磨内陸道路（調査中） |                              |                                                  |               |                                                                                |                                                                                              |

## 歴史

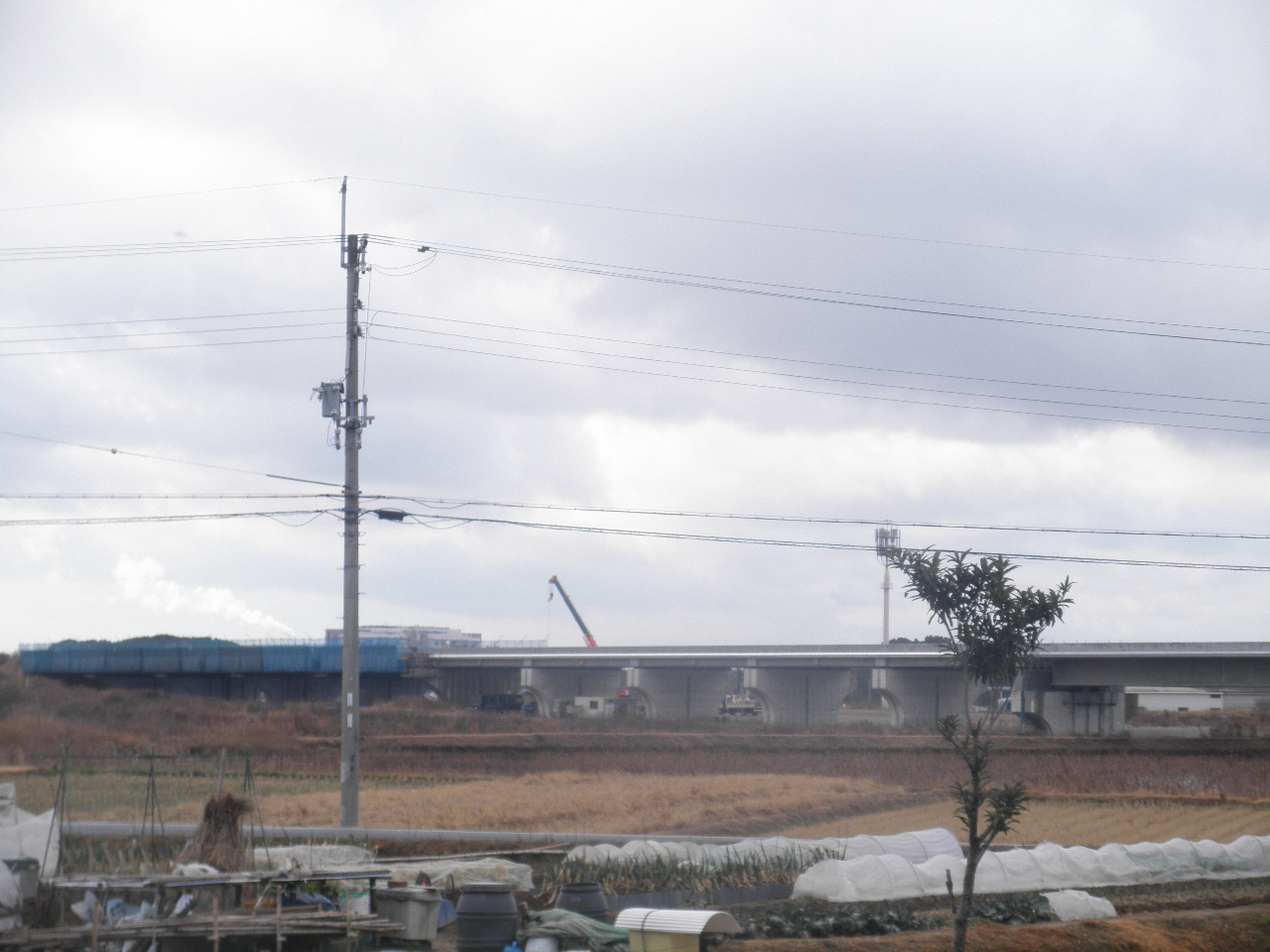
建設中の八幡稲美ランプ付近（2012年2月）

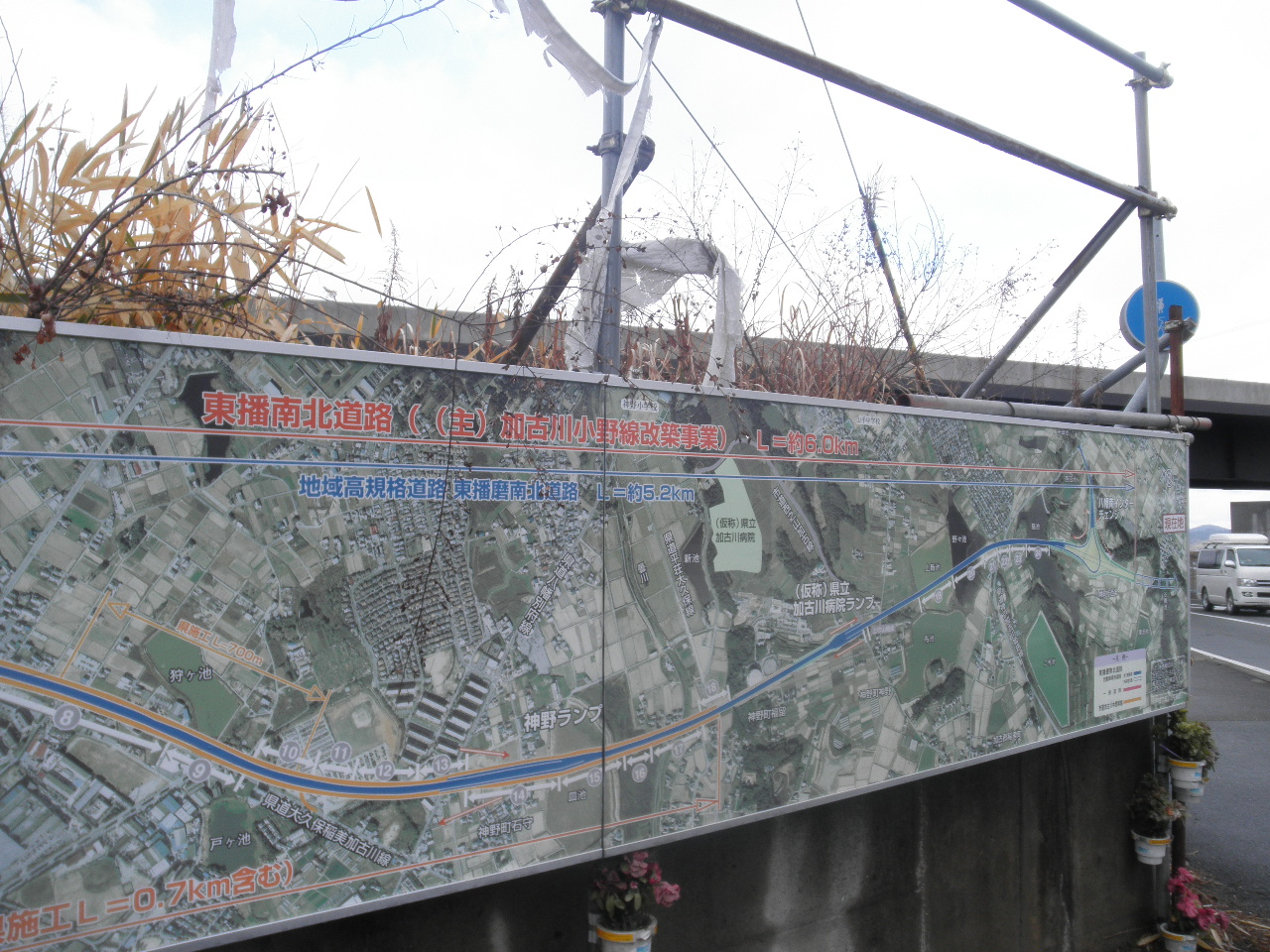
路線概要看板（2012年2月）

1998年6月に計画路線に指定された。その後東播磨南北道路整備事業として事業化されている。
兵庫県立加古川医療センターの移転に合わせて2009年10月に神野ランプから県立加古川医療センターランプまでが開通した。2014年3月に第1期区間である加古川中央JCTから八幡稲美ランプまでが開通した。
アクセス道路として、加古川中央JCTから国道2号現道に至る0.8 kmが県道加古川小野線として整備され、このうち山陽本線–国道2号現道（坂元交差点）間0.4 kmは2008年11月に開通し、残る加古川中央JCT - 山陽本線間0.4 kmは2014年3月23日に東播磨南北道路と同時に開通した。また、国道2号現道から国道250号（明姫幹線）に至る1.6 kmが都市計画道路尾上小野線（兵庫県道386号野口尾上線バイパス）として事業中であり、このうち国道2号現道（坂元交差点）- 県道野口尾上線現道間0.9 kmが2014年3月23日に東播磨南北道路と同時に開通した。

### 年表
開通済み区間のランプ名称は開通後のもので統一している。
- 1998年（平成10年）
  - 6月16日：地域高規格道路としての路線指定（国道2号加古川バイパス-国道175号 間 12.5km）
  - 12月：整備区間の指定（国道2号加古川バイパス-八幡稲美ランプ間 5.2km）[3]。
- 2000年（平成12年）6月：都市計画決定告示（国道2号加古川バイパス-八幡三木ランプ間 7.7 km）[3]。
- 2001年（平成13年）12月：調査区間の指定（八幡稲美ランプ-小野ランプ間 7.3 km）[3]。
- 2007年（平成19年）：都市計画変更（県立加古川医療センターランプを追加）[11]。
- 2009年（平成21年）10月25日：神野ランプ-県立加古川医療センターランプ間が暫定2車線で開通。
- 2012年（平成24年）3月30日：都市計画変更決定告示[12]（県立加古川医療センターランプの北方向出入口を追加[11]）。
- 2013年（平成24年）3月12日：都市計画変更決定告示[13]（八幡三木ランプ-小野ランプ間 4.4 kmを追加、全長12.1 km[4]）。
- 2014年（平成26年）3月23日：加古川中央JCT-神野ランプ、県立加古川医療センターランプ-八幡稲美ランプ間開通[9]。
- 2014年度：東播磨道北工区（八幡稲美ランプ - 小野ランプ間 6.9 km）新規事業化[14]。
- 2023年（令和25年）3月21日：八幡稲美ランプ - 八幡三木ランプ間開通[15]。
- 2025年（令和7年）：八幡三木ランプ - 小野ランプ間開通（予定）[7]。

## 路線状況

### 交通量
24時間交通量（台） 道路交通センサス
| 区間                                  | 平成27年（2015年）度 | 令和3年（2021年）度 |        |
| ------------------------------------- | -------------------- | ------------------- | ------ |
| 加古川中央JCT - 神野ランプ            | 21,838               | 27,901              |        |
| 神野ランプ - 県立加古川医療ランプ     | 31,694               | 33,406              |        |
| 県立加古川医療ランプ - 八幡稲美ランプ | 15,951               | 16,971              |        |
| 八幡稲美ランプ - 八幡三木ランプ       | 調査当時未開通       | 調査当時未開通      |        |
| 八幡三木ランプ - 小野南ランプ         | 未開通               | 未開通              | 未開通 |
| 小野南ランプ - 小野ランプ             | 未開通               | 未開通              | 未開通 |

（出典：「平成27年度全国道路・街路交通情勢調査」・「令和3年度全国道路・街路交通情勢調査」（国土交通省ホームページ）より一部データを抜粋して作成）

## 通過する自治体
- 兵庫県
  - 加古川市 - 三木市[注 2] - 小野市